# Patrick Schlegel
Patrick Schlegel (* 1991 in Ludwigshafen am Rhein) ist ein deutscher Schauspieler.

## Leben
Patrick Schlegel wuchs in Ingolstadt auf. Schlegels Eltern wurden in der ehemaligen Sowjetunion geboren und lernten sich in Deutschland kennen. Während seiner Schulzeit lebte Patrick Schlegel, weil der Vater beruflich nach Russland zog – und die Familie mitnahm –, ein Jahr in Moskau, wo er an der deutschen Schule mit deutschen und russischen Kindern zwischen 11 und 15 Jahren ein Musiktheaterprojekt entwickelte.
Erste Schauspielerfahrungen sammelte Patrick Schlegel im Jugendclub des Stadttheaters Ingolstadt, wo der Ingolstädter Schauspieler und Leiter des Theater-Jugendclubs Sascha Römisch sein Mentor wurde. Im Alter von 17 Jahren wirkte Schlegel am Stadttheater Ingolstadt in Römischs Jugendclub-Inszenierung von Roland Schimmelpfennigs Theaterstück Auf der Greifswalder Straße mit. Kurz vor dem Abitur verließ er die Schule und ging mit Freunden ans „Leipziger Spinnwerk“.
Von 2012 bis 2017 studierte er Schauspiel an der Universität für Musik und Darstellende Kunst in Graz, wo er sein Studium mit Diplom als Magister Artium (M.A.) abschloss. Während seines Studiums spielte er u. a. am Schauspielhaus Graz und ein Jahr am Theater Münster, wohin er aus privaten Gründen gezogen war. 2015 spielte er mit dem Theaterensemble „Bluespots Productions“ auf der Freilichtbühne am Rotes Tor in Augsburg den Romeo in Thomas Braschs Romeo und Julia-Adaption Liebe Macht Tod.
Ab der Spielzeit 2017/18 war er für zwei Spielzeiten festes Ensemblemitglied am Stadttheater Ingolstadt, wo er unter der Regie von Donald Berkenhoff in der Rolle des Günther Essenbeck, jüngster Spross der Familie von Industriebaronen im Ruhrgebiet, in Der Fall der Götter nach Luchino Viscontis Film Die Verdammten debütierte. Im März 2019 gastierte Schlegel am Altstadttheater Ingolstadt. Im November 2019 wirkte er im Rahmen der 6. Internationalen wissenschaftlich-praktischen Konferenz „Deutsche in Russland: Sprache bewahren – Minderheiten entwickeln“ am Moskauer Theater „Ermitage“  neben Marina Weis in der Uraufführung des Theaterstückes Humboldt. Was die Welt im Innersten zusammenhält der Autorin und Regisseurin Monika Gossmann mit. Im Februar 2020 gastierte er gemeinsam mit dem Theaterensemble „Bluespots Productions“ in der Produktion Die Horatier und die Kuriatier von Bertolt Brecht beim „Brechtfestival Augsburg“. In der Spielzeit 2021/22 war er am Stadttheater Ingolstadt in einer Bühnenfassung von Drei Haselnüsse für Aschenbrödel als Prinz zu sehen. 2022 spielte er am „S’ensemble-Theater“ in Augsburg die Titelrolle in Genannt Gospodin von Philipp Löhle.
Schlegel wirkte in mehreren Kurzfilmen mit. Im 8. Film der Fernsehreihe Zimmer mit Stall (2022) hatte er in der Rolle des Max einen Kurzauftritt an der Seite von Aglaia Szyszkowitz. In dem ZDF-„Herzkino“-Sonntagsfilm Inga Lindström: Einfach nur Liebe (2023) spielte er den Freund der weiblichen Hauptfigur Maja (Mersiha Husagic).
Neben seiner schauspielerischen Tätigkeit ist Patrick Schlegel auch als Synchronsprecher und als Hörspielsprecher, insbesondere für die Produktionsfirma Holy Soft Studios, tätig.
Schlegel ist Mitglied im Bundesverband Schauspiel. Er lebt in Berlin und auf einem Pferdehof in Kösching in der Nähe von Ingolstadt.

## Filmografie (Auswahl)
- 2014: Irgendwas mit Liebe (Kurzfilm)
- 2017: Morgensport (Kurzfilm)
- 2022: Zimmer mit Stall: Über alle Berge (Fernsehreihe)
- 2023: Hinter verschlossenen Türen (Kurzfilm)
- 2023: Inga Lindström: Einfach nur Liebe (Fernsehreihe)